# سیارک ۱۸۶۴۷
سیارک ۱۸۶۴۷ (به انگلیسی: 18647 Vaclavhubner، نامگذاری:1998FD2) هجده هزار و ششصد و چهل و هفتمین سیارک کشف شده‌است که در ۲۱ مارس ۱۹۹۸ کشف شد.
قدر مطلق سیارک برابر ۱۵٫۵۰ است.